# Scott Davie
Theodore Lisle Scott Davie (Barmera, 15 febbraio 1940) è un ex cestista australiano.

## Carriera
Con l'Australia ha disputato le Olimpiadi del 1964, segnando 9 punti in 7 partite.